# Регулярний розчин
Регулярний розчин (рос. регулярный раствор, англ. regular solution) — розчин, ентальпія змішування якого не дорівнює нулю, тобто інша, ніж в ідеальному розчині, а ентропія змішування Sm дорівнює ентропії змішування ідеального розчину:
Sm = — R Σxi lnxi,
де xi — мольна частка компонента розчину і.